# Beurzen open, dijken dicht

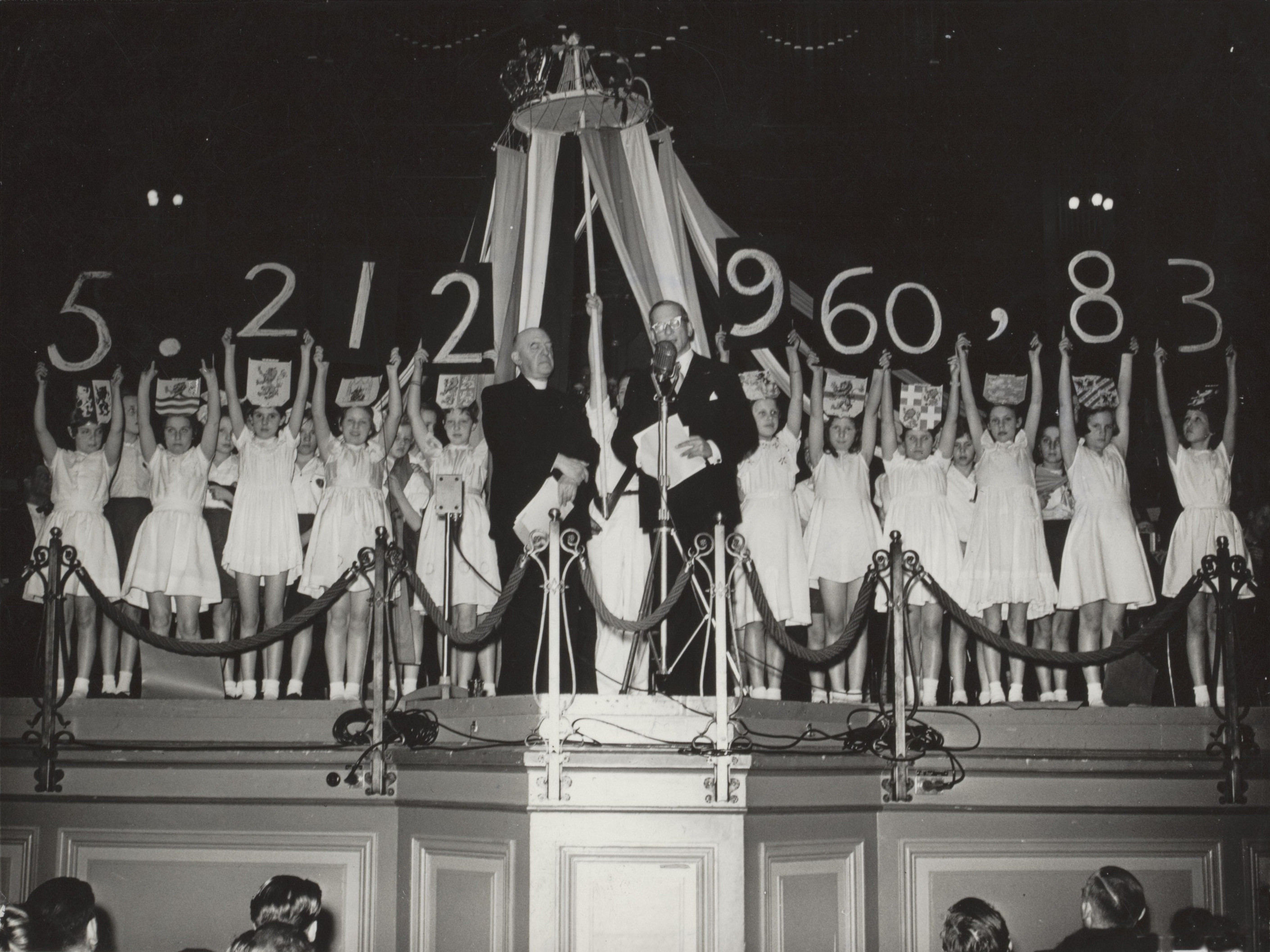
Slotavond van de omroepactie "Beurzen open, dijken dicht". De totaalopbrengst was fl. 5.212.960,83. Links prof. Kors en rechts Jan Schokking, vice-voorzitter van het Nationaal Rampenfonds die het bedrag in ontvangt neemt.

Beurzen open, dijken dicht was een Nederlands radioprogramma dat werd uitgezonden vanaf 7 februari 1953 naar aanleiding van de watersnood in Zeeland en de Zuid-Hollandse eilanden (1 februari 1953). Het was bedoeld om geld in te zamelen voor de slachtoffers. 

## Geschiedenis
Vanaf 7 februari 1953, de eerste zaterdagavond na de ramp, werd er door de gezamenlijke omroepen elke week een radioprogramma uitgezonden. In dat radioprogramma konden particulieren en bedrijven voor de microfoon vertellen hoeveel geld ze aan het Rampenfonds hadden gedoneerd of nog zouden doneren. De overheid had speciale toestemming gegeven voor het noemen van bedrijfsnamen in de uitzending. Het werd gepresenteerd door onder anderen Johan Bodegraven en Wim Quint. Elke zaterdagavond waren er liveoptredens van bekende artiesten, orkesten en koren - allemaal gratis. Al snel was er een speciaal actielied, gezongen door Jules de Corte, met het refrein: Het leeft in alle oorden, van Dokkum tot Maastricht, van hier tot Hindeloopen, beurzen open, dijken dicht. Pi Scheffer en Jos Cleber schreven speciale tunes voor respectievelijk de radio-orkesten Skymasters en De Zaaiers. De slotuitzending, op 28 maart 1953, werd rechtstreeks uitgezonden vanuit het Concertgebouw in Amsterdam. Aan het einde van de actie werd zes miljoen gulden overhandigd aan het Rampenfonds.
De actie 'Beurzen open, dijken dicht' was niet de enige geldinzamelingsactie voor de slachtoffers van de ramp. Er kwam hulp uit binnen- en buitenland. Vaak werd de hulp heel kleinschalig (op dorpsniveau) georganiseerd. In totaal kwam er voor 138 miljoen gulden (omgerekend bijna 500 miljoen euro) aan giften binnen.